# Filmoterapia
La filmoterapia es una forma de terapia usada para atenuar cuestiones relacionadas con enfermedades mentales o psicológicas que usa películas, particularmente videos, como herramientas terapéuticas. Este método fue creado por el psicólogo Dr. Gary Solomon, quién, después de pasar por un periodo mentalmente inestable en su vida, descubrió el poder de influencia de la visualización de películas para calmar sus tormentos psicológicos. Se considera que la filmoterapia puede ser un catalizador para la curación y el crecimiento al utilizar el efecto de las imágenes, la trama, la música, etc. en películas para obtener información, inspiración, liberación emocional o alivio y cambio natural.

## Creación del término
Gary Solomon fue uno de los ejemplos de niños analfabetos de los años 1950 en Estados Unidos a causa de la clase social a la que pertenecían sus padres. Aun así, desde pequeño fue un gran consumidor de televisión. Durante su época adulta invirtió en el mundo inmobiliario y fue el director de la fábrica de galletas Eagle Rock, momento en el que obtuvo grandes intereses y empezó a vivir una vida mucho más acomodada. Su analfabetismo y sus demonios interiores relacionados con sus problemas familiares hicieron que cayera en manos de las drogas y acabase arruinado. El único método que encontró para salir de la situación precaria en la que vivía (en una habitación de un hotel de California llamado "Marina del Rey") fue analizar el comportamiento de los personajes de muchas de las películas que veía como si fueran reales. Es de esta forma que pudo tomar otro punto de vista sobre el comportamiento humano y su psicología y, con el tiempo, fue reconstruyendo su vida hasta el punto de dejar de ser analfabeto.
Años después empezó a aplicar esta teoría con sus pacientes habituales en la Universidad Estatal de Arizona. Al ver que podía ayudarlos, y con el apoyo de su mujer Robin Huhn, escribió un libro sobre esta teoría psicológica, que llamó «The Motion Picture Prescription: Watch This Movie and Call Me in the Morning», donde desarrolló este método terapéutico y dio una lista de 200 películas que prometían ayudar a cualquier persona que se encontrase en un momento psicológicamente complicado. Poco tiempo después escribió una continuación del libro, que llamó «Reel Therapy: How Movies Inspire You to Overcome Life's Problems».
Además, patentó el término de esta terapia, por lo cual pudo gozar de los derechos de autor relacionados con esta teoría.

## Programas
Actualmente uno de los programas que usan este método como una vía de educación emocional y personal es la asociación Medi-Cine. Defienden que el hecho de ver ciertas películas conduce a la introspección y a saber actuar frente a personas o situaciones en caso de conflicto. Ofrecen dos formas de terapia: la presencial y la online. Esta última se trata del visionado de seis películas que se recomiendan a cada paciente individualmente (después de rellenar un formulario). La terapia presencial también se hace a partir del visionado en conjunto y divide las sesiones en temáticas o problemáticas a tratar, con el acompañamiento de orientación de parte del psicoterapeuta y la posterior puesta en común de comportamientos, personajes, situaciones, etc.
También existen revistas digitales especializadas en filmoterapia, como es el caso de la publicación española "Filmoterapia: cine, coaching y psicología", editada por los psicólogos Hogson y Burque, de La Coruña. En ella, se exponen guías divididas en temáticas (como el duelo, las relaciones afectivas, la sexualidad, etc.) que se trataran según las carencias o inestabilidades psicológicas de cada paciente. Al ser parte de una revista en línea, el contenido que ofrecen es gratuito, hecho que permite a cualquier persona a realizar esta terapia de forma personal.

## Ejemplos de películas
Según un estudio de la Universidad de Tecnología de Florida, algunas películas recomendadas para tratar o mejorar algunas inestabilidades emocionales incluyen:
| Categoría                           | Película                                                                                    |
| ----------------------------------- | ------------------------------------------------------------------------------------------- |
| Adicción                            | - 28 días (2000) - Trainspotting (1996) - Leaving Las Vegas (1995)                          |
| Violencia doméstica o violación     | - Durmiendo con el enemigo (1991) - The Accused (1988) - Nunca más (2002)                   |
| Trastorno obsesivo-compulsivo (TOC) | - Mejor... Imposible (1998) - ¿Qué pasa con Bob? (1991) - Los impostores (2003)             |
| Problemas de pareja                 | - Cuando Harry encontró a Sally (1989) - El turista accidental (1989) - Pretty Woman (1990) |
| Traumas infantiles                  | - Las tres caras de Eva (1957) - Sybil (2007) - Amelia, mi hija, mi amor (1984)             |
| Prejuicios                          | - La historia de Ryan White (1989) - Matar a un ruiseñor (1962) - American History X (1998) |
| Suicidio                            | - Las vírgenes suicidas (1999) - Con amor, Liza (2003) - Las horas (2008)                   |
| Desorden alimentario                | - The Karen Carpenter Story (1989) - Kate's Secret (1986) - Eating (1990)                   |
| Problemas familiares                | - Crímenes del corazón (1986) - Memories of Me (1988) - Dulce hogar... ¡a veces! (1989)     |
| Pérdida                             | - Adam (2009) - Mi viejo (1989) - Six Weeks (1982)                                          |
| Problemas de homofobia              | - American Beauty (1999) - In & Out (1997) - Paris is Burning (1990)                        |